# Gendarmeria (Sérvia)
A Gendarmeria (em cirílico sérvio: Жандармерија ou em sérvio latinizado: Žandarmerija) é o corpo de gendarmeria nacional da República da Sérvia.

## Composição
A Žandarmerija é dividida em quatro batalhões baseados nas quatro maiores cidades da Sérvia: Belgrado, Niš, Novi Sad e Kraljevo. Cada batalhão compreende entre 700 e 800 homens.

## Deveres
Os principais deveres da Žandarmerija são de manter a paz e a ordem na Sérvia, combater o terrorismo, conter a violência e reprimir aqueles que a provoquem.
Como corporação de emprego civil e militar, seus deveres ainda incluem a "Zona de Segurança Terrestre" ao longo do limite administrativo com o Kosovo e prover equipes de resgate em desastres.

## História
A Žandarmerija foi criada em 1860 e compreendia cerca de 120 militares. Durante a Segunda Guerra Mundial, seus membros colaboraram com a Alemanha nazista a encontrar a resistência sérvia. A unidade foi dissolvida em 1945 sob as ordens dos aliados e reabilitada em 28 de junho de 2001 pelo ministro do Interior Dušan Mihailović. A missão mais conhecida da nova Žandarmerija foi a de encontrar e prender os autores do assassinado de Zoran Đinđić.

## Galeria

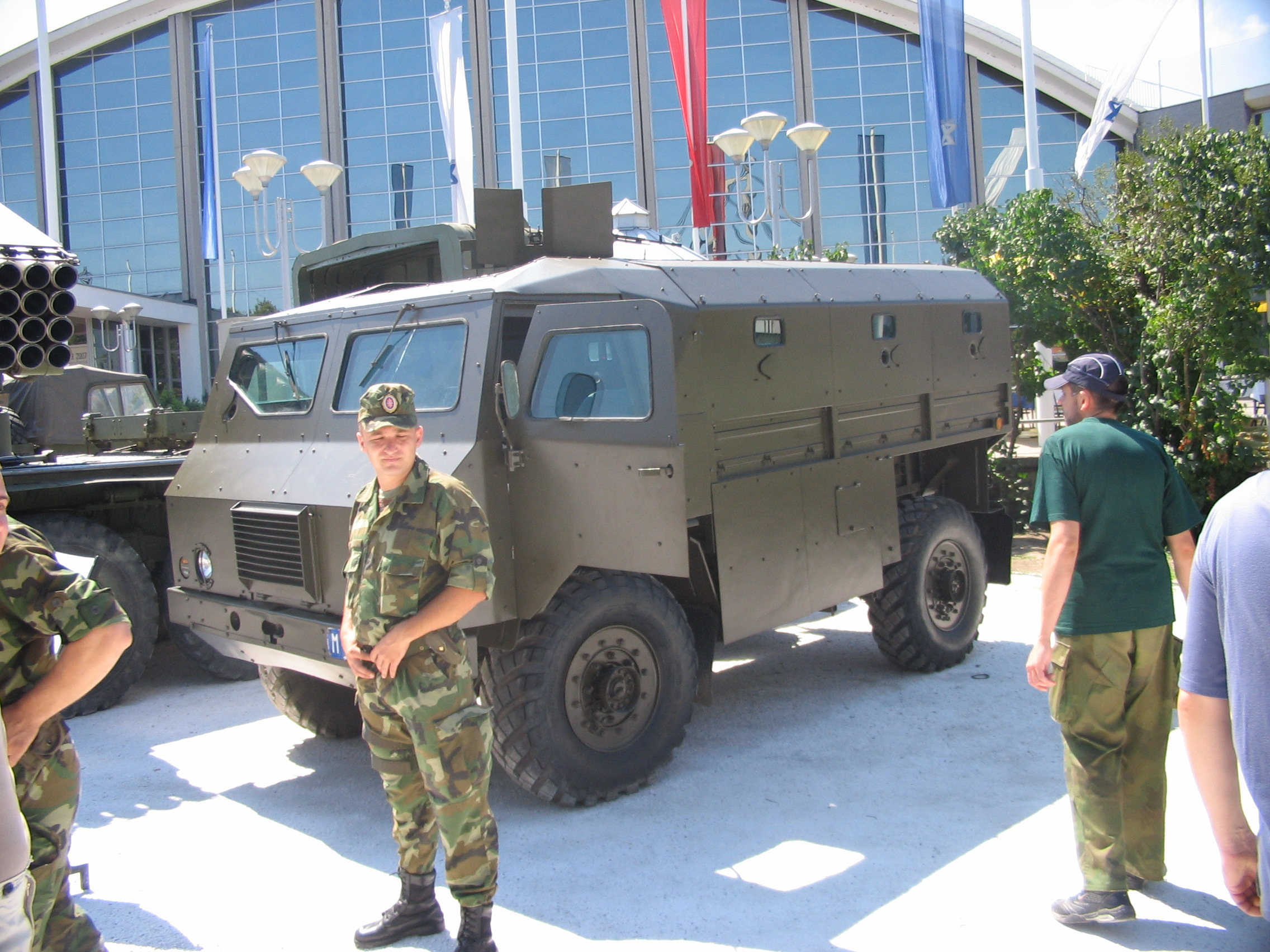
Caminhão blindado TAM-110 "Lynx"
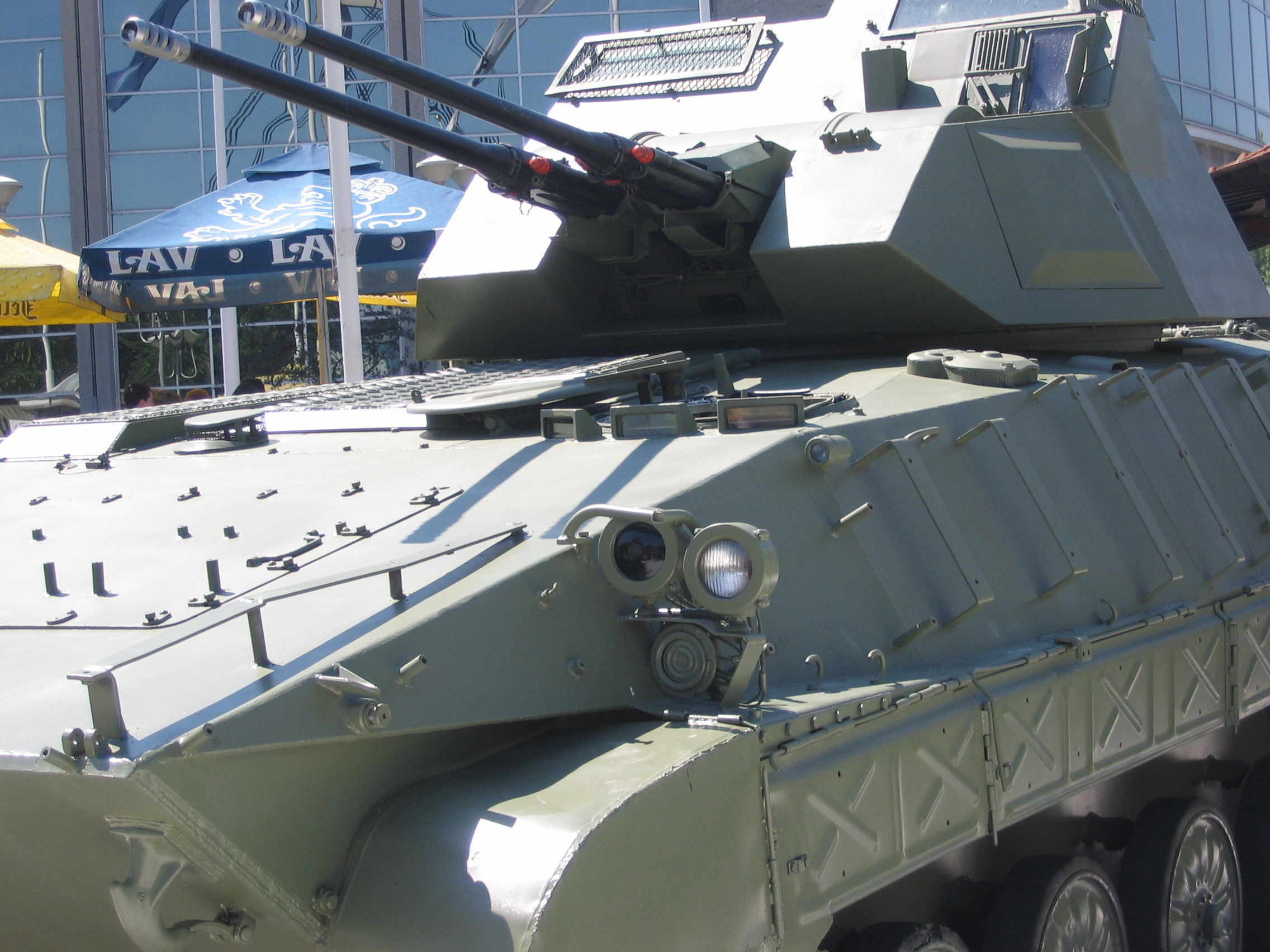
SPAT 2/30 M-80
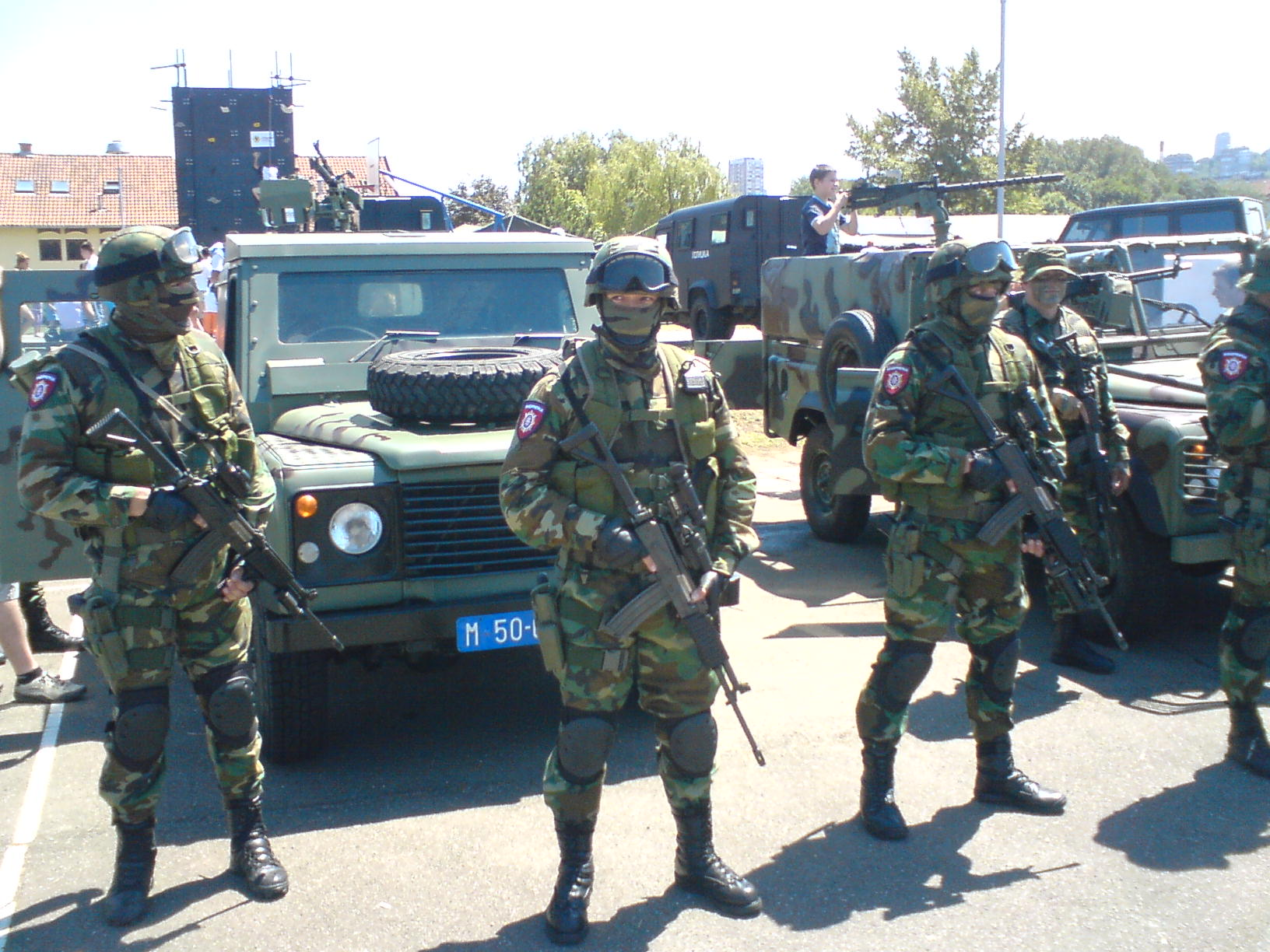
Membros da Žandarmerija sérvia
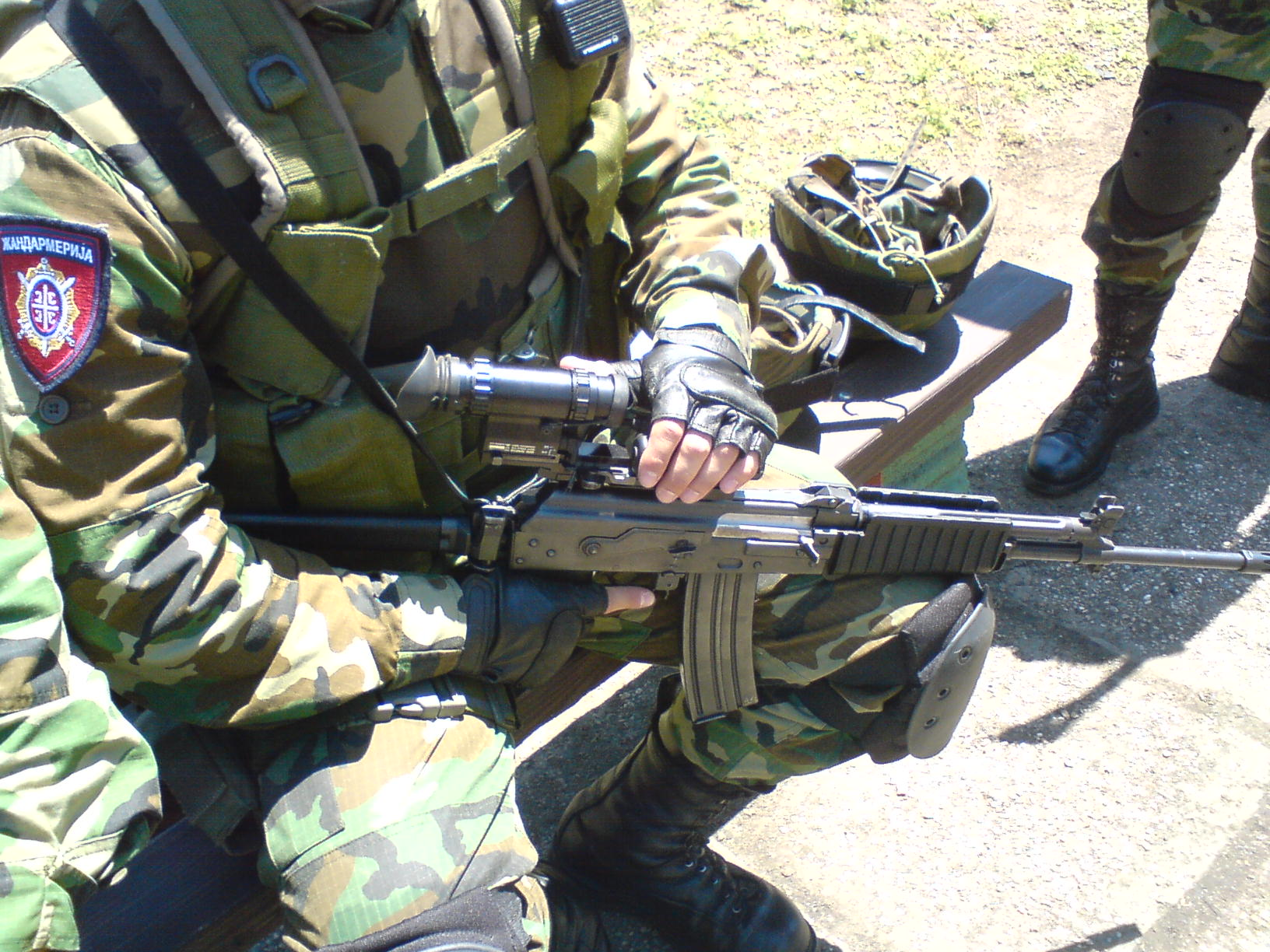
Sniper M-21
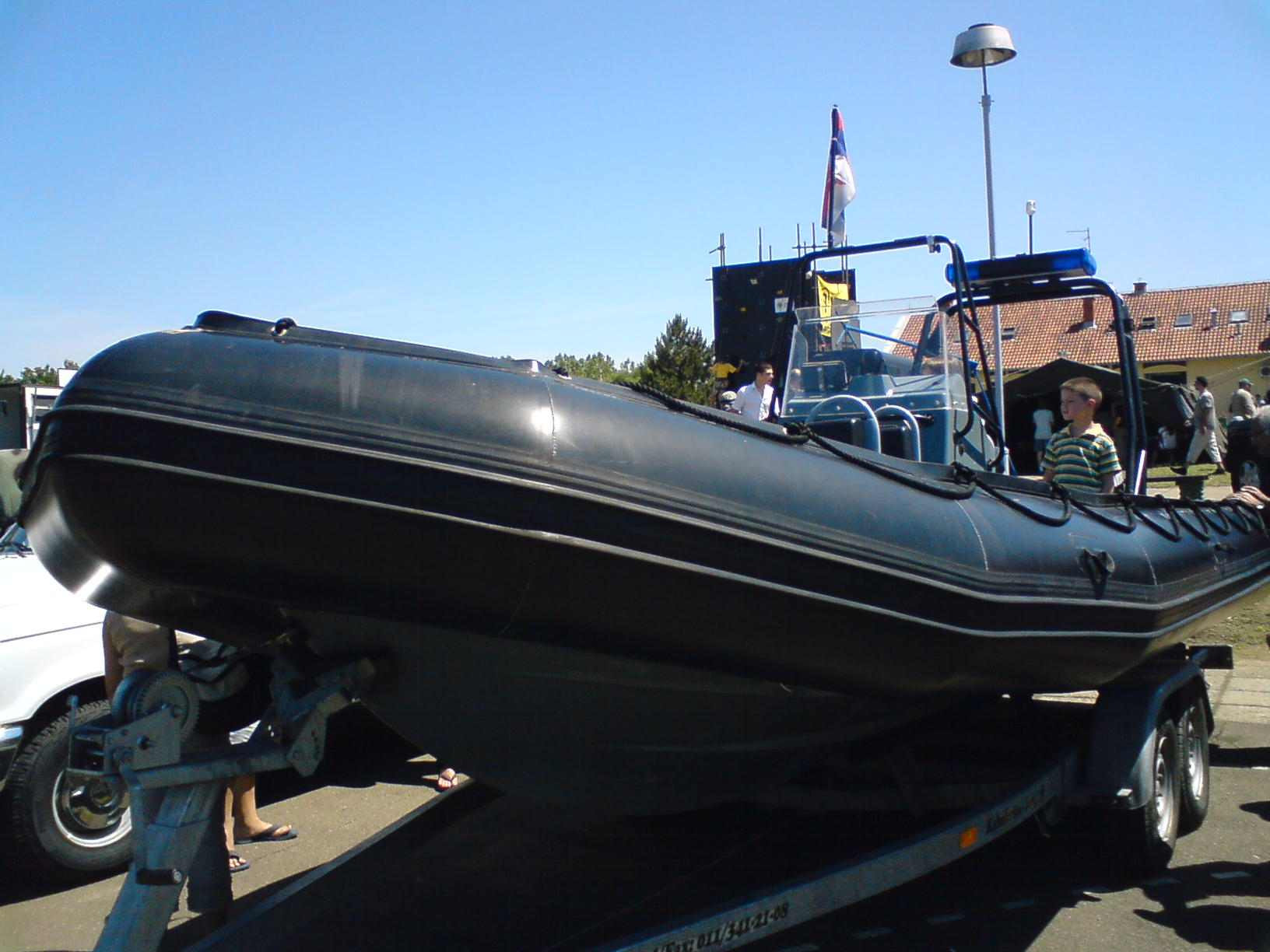
Barco de patrulha
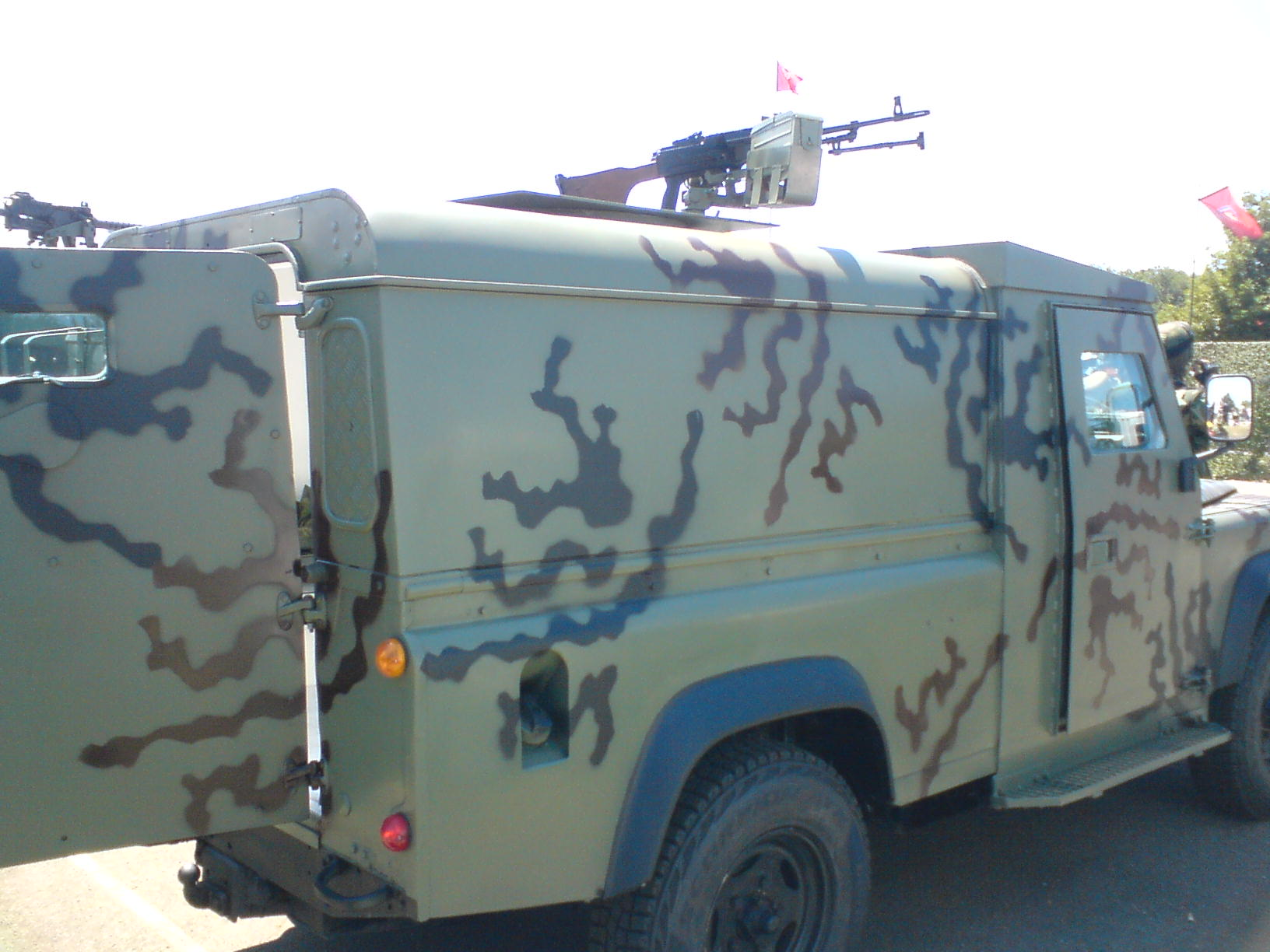
Žandarmerija Land Rover
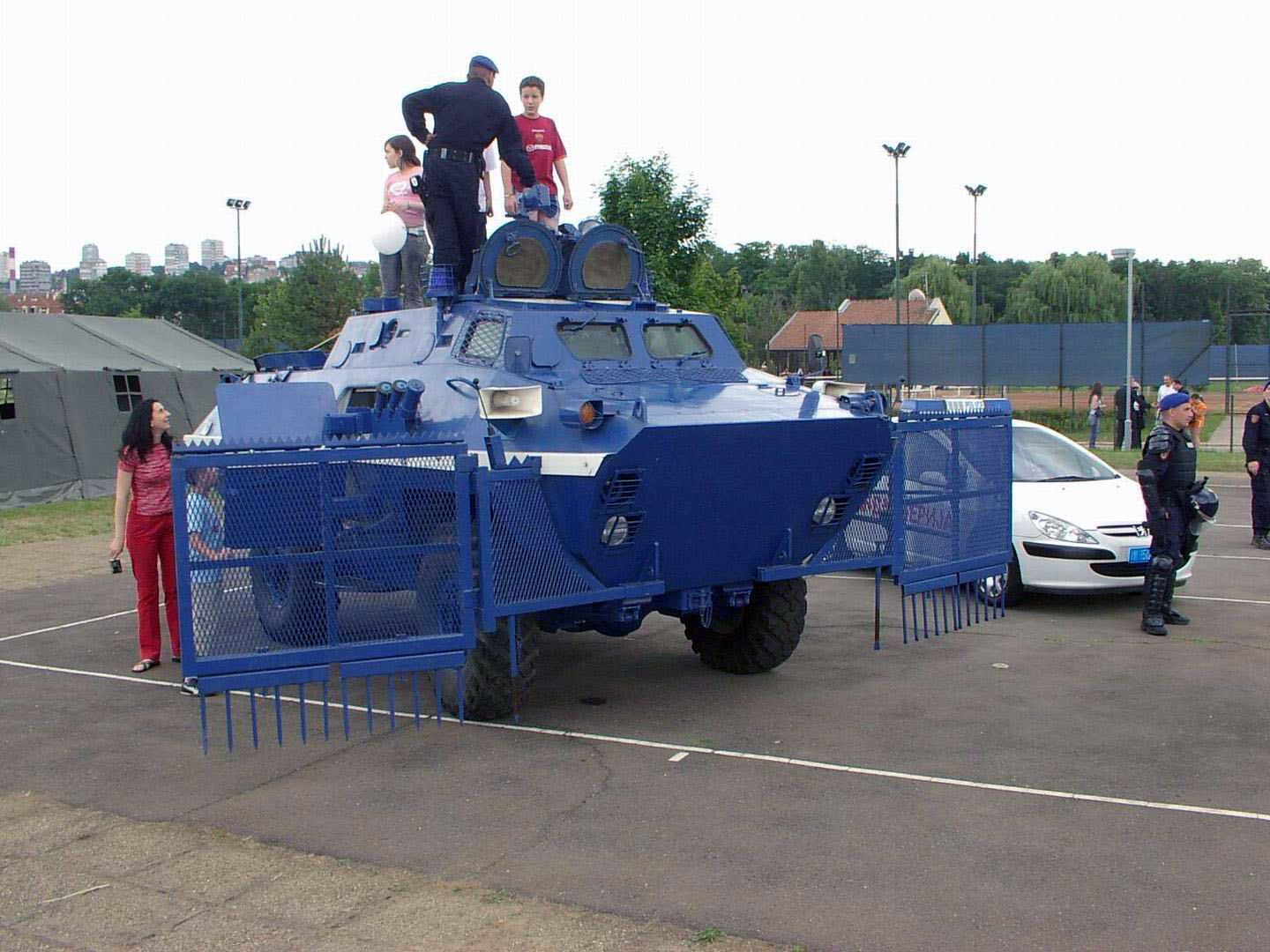
BOV-M